# TeX
TeX (AFI /tɛx/ ca în greacă sau /tɛk/ ca în engleză; uneori imitând logoul este scris și TEX), este un sistem de culegere a documentelor creat de Donald E. Knuth.  Împreună cu limbajul METAFONT pentru descrierea colecțiilor de caractere și cu fontul Computer Modern, a fost gândit cu două principale obiective în minte: întâi să permită oricui să creeze cărți de foarte bună calitate depunând o cantitate rezonabilă de efort, și a doua, să ofere un sistem care va da exact aceleași rezultate pe toate calculatoarele atât acum, cât și pe viitor.  Este liber și este popular în mediul academic, în special în comunitățile de matematicieni, fizicieni și de ingineri.  A detronat supremația troff, celălalt sistem de culegere a textului de pe sistemele Unix, acolo unde se întâlneau instalări ale ambelor.
TeX este considerat de unii ca fiind cea mai bună soluție pentru culegerea textului ce conține formule matematice, mai ales sub forma LaTeX și a altor pachete de șabloane.  Astăzi este folosit de asemenea pentru multe alte sarcini specifice culegerii textului.